# Яковлевское сельское поселение (Орловская область)
Яковлевское се́льское поселе́ние — муниципальное образование в Свердловском районе Орловской области Российской Федерации.
Административный центр — деревня Яковлево.

## История
Статус и границы сельского поселения установлены Законом Орловской области от 12 августа 2004 года № 416-ОЗ «О статусе, границах и административных центрах муниципальных образований на территории Свердловского района Орловской области».

## Население
| 2010  | 2012  | 2013  | 2014  | 2015  | 2016  | 2017  | 2018  | 2019  |
| ----- | ----- | ----- | ----- | ----- | ----- | ----- | ----- | ----- |
| 2053  | ↗2063 | ↘1912 | ↘1881 | ↘1847 | ↘1831 | ↘1811 | ↘1806 | ↘1789 |
| 2020  | 2021  | 2023  |       |       |       |       |       |       |
| ↗1793 | ↘1744 | ↘1697 |       |       |       |       |       |       |

## Состав сельского поселения
| №  | Населённый пункт  | Тип населённого пункта          | Население |
| -- | ----------------- | ------------------------------- | --------- |
| 1  | Барыковка         | деревня                         | 21        |
| 2  | Гагаринка         | деревня                         | 33        |
| 3  | Гостиново         | деревня                         | ↘299      |
| 4  | Давыдово          | деревня                         | 68        |
| 5  | Дебежево          | деревня                         | 5         |
| 6  | Долгое            | деревня                         | 66        |
| 7  | Дурново           | деревня                         | 45        |
| 8  | Еропкино-Боковое  | деревня                         | ↘9        |
| 9  | Еропкино-Большак  | деревня                         | ↗451      |
| 10 | Надежда           | деревня                         | 20        |
| 11 | Никольское Второе | деревня                         | 0         |
| 12 | Петровский        | посёлок                         | 19        |
| 13 | Соколаевка        | деревня                         | 22        |
| 14 | Степное           | деревня                         | 1         |
| 15 | Тагино            | деревня                         | 6         |
| 16 | Хвощино           | деревня                         | 152       |
| 17 | Хотетово          | деревня                         | ↗450      |
| 18 | Цуканы            | деревня                         | 18        |
| 19 | Чибисы            | деревня                         | 47        |
| 20 | Яковлево          | деревня, административный центр | ↘321      |